# Ælfwald de Sussex

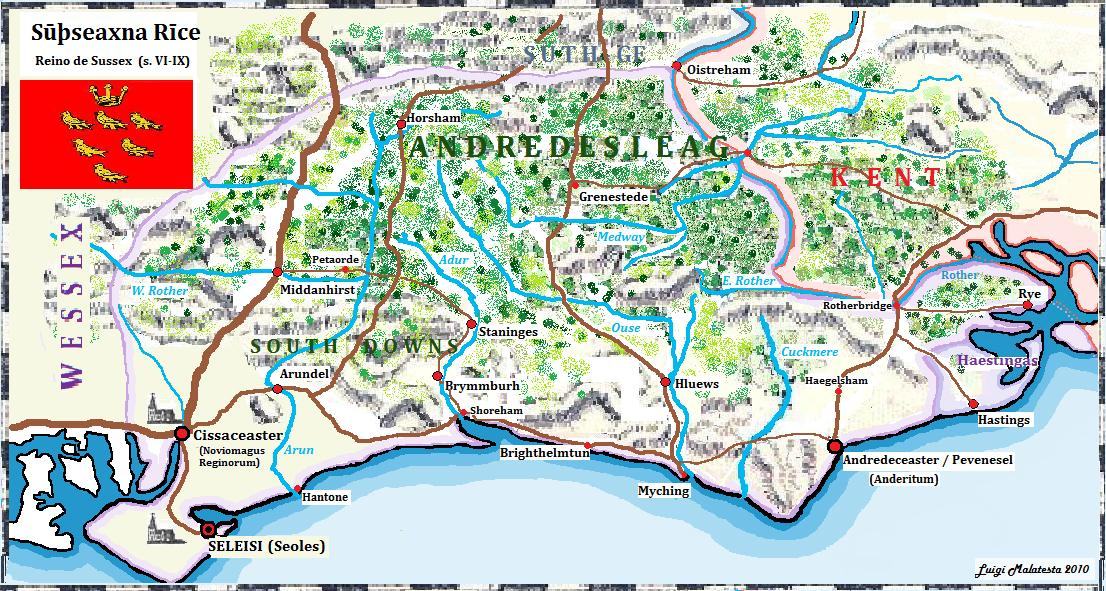
Sussex a l'època anglosaxona.

Ælfwald fou un rei de Sussex que va regnar conjuntament amb Ealdwulf i Oslac, i probablement també amb Oswald i Osmund. Ælfwald feu de testimoni en una carta d'Ealdwulf, que es creu que fou escrita vers l'any 765, amb el seu nom escrit de forma corrupta com Ælhuuald rex. Ælfwald feu de testimoni en una carta del rei Offa de Mèrcia, datada el 772, com a Ælbuuald dux, amb el seu nom col·locat després del d'Oswald i Osmund, però abans del d'Oslac. Es desconeix si emeté ell mateix cartes.